# Baeckea grandis
Baeckea grandis är en myrtenväxtart som beskrevs av George August Pritzel. Baeckea grandis ingår i släktet Baeckea och familjen myrtenväxter.
Artens utbredningsområde är Western Australia. Inga underarter finns listade i Catalogue of Life.